# Jaltomata andersonii
Jaltomata andersonii ist eine Pflanzenart aus der Gattung Jaltomata in der Familie der Nachtschattengewächse (Solanaceae).

## Beschreibung

### Vegetative Merkmale
Jaltomata andersonii ist eine stark verzweigte, krautige Pflanze, die etwa 20 Zentimeter hoch wird und wahrscheinlich ausdauernd ist. Die Behaarung von jungen Stängeln und den Laubblättern ist drüsig. Die Laubblätter stehen meist wechselständig, selten paarig. Die Blattspreiten werden meist 4 bis 7,5 Zentimeter lang, ein Herbarexemplar weist auch bis zu 10,5 Zentimeter lange Blätter auf; die Breite liegt zwischen 2 und 3,5 Zentimetern. Von der Mittelrippe gehen je Seite drei bis vier Hauptadern aus. Die Spitze der Spreite ist oftmals etwas zugespitzt, an der Basis ist sie keilförmig und symmetrisch oder nahezu symmetrisch. Die Blattoberseite ist dicht mit aufrechten, fingerartigen Trichomen besetzt, die Unterseite ist nur spärlich behaart. Der Blattrand ist nahezu ganzrandig bis geschwungen gezähnt und bewimpert. Die Blattstiele werden bis zu 1 Zentimeter lang.

### Blütenstände und Blüten
Die Blüten stehen einzeln an 13 bis 18 Millimeter langen Stielen, die nicht – wie bei anderen Arten der Gattung oft zu beobachten – deutlich in Blütenstandsstiel und Blütenstiel unterteilt sind. Der Kelch ist grün, radförmig und misst zur Blütezeit 16 bis 21 Millimeter im Durchmesser. Die Kelchzipfel sind dreieckig mit einer zugespitzten Spitze, auf der Außenseite ist eine erhöhte Mittelrippe auszumachen. Die Behaarung des Kelches besteht aus bis zu 3 Millimeter langen drüsenspitzigen Trichomen und gestielten vielzelligen Drüsen mit einer Länge von 85 bis 100 Mikrometern. Die Innenseite ist gleichmäßig mit aufrechten, nicht drüsigen Haaren mit einer Länge von 0,24 bis 0,3 Millimetern behaart. Am Rand stehen zwei verschiedene Typen von Haaren: Drüsenspitzige Trichome mit bis zu 2,8 Millimetern Länge und nichtdrüsige Trichome mit 0,1 Millimetern Länge. Die Krone ist flach schüsselförmig und misst 3,7 Zentimeter im Durchmesser, ist purpurn mit fünf dunkelgrünen Flecken, die einen Ring in der Mitte der Blüte bilden. Zwischen den Flecken liegen die Mittelrippen der Kronblättern, die sich deutlich bis zum Rand der Krone durchziehen. Der Rand der Krone ist bewimpert, beide Seiten der Krone sind reichlich und gleichmäßig mit gestielten vielzelligen Drüsen mit einer Länge von 85 bis 100 Mikrometern besetzt.
Die fünf Staubblätter werden 6,9 bis 7,2 Millimeter lang. Die Staubblätter sind gerade und an der Basis stark filzig behaart. Die Staubbeutel sind an Herbarexemplaren 1,9 bis 2,8 Millimeter lang, bei in Alkohol eingelegten Exemplaren bis 3,9 Millimeter. Der Griffel ist 5,7 bis 6,3 Millimeter lang und misst in seiner Mitte 0,15 bis 0,36 Millimeter. Die Narbe ist mit einem Durchmesser von 0,21 bis 0,3 Millimetern (oder bis 0,36 Millimetern bei in Alkohol eingelegten Exemplaren) nicht breiter als das Ende der Griffel. Der Blütenboden ist breit und umschließt die Basis des Fruchtknotens. Das gesamte Gynoeceum ist unbehaart, Ausnahme sind 13 Mikrometer lange Papillen auf der Narbe. Der Fruchtknoten erscheint zwar filzig, dies stammt jedoch von der dichten Behaarung an der Basis der Staubfäden.

### Früchte und Samen
An der Frucht vergrößert sich der Kelch auf einen Durchmesser von bis zu 25 Millimetern. Die Farbe der reifen Früchte ist unbekannt, es wird jedoch vermutet, dass die Beeren orange oder rot sind und etwa 12 Millimeter im Durchmesser messen.

## Botanische Geschichte
Die Art wurde 2004 anhand eines 1998 gesammelten Exemplars erstbeschrieben, das Epitheton ehrt Gregory Anderson, den Doktorvater des Erstbeschreibers Thomas Mione.

## Vorkommen
Die Art kommt an den Westhängen der Anden in den peruanischen Departements Ancash und Lima auf. Dort ist sie in baumlosen, meist trockenen und steinigen Habitaten in Höhenlagen zwischen 2300 und 3400 Metern zu finden.

## Nachweise
- Thomas Mione, Segundo Leiva G., Leon Yacher: Jaltomata andersonii (Solanaceae): A New Species of Peru. In: Rhodora, Band 106, Nummer 926, 2004. S. 118–123.